# Rejon łucki (do 2020)
Rejon łucki – były rejon obwodu wołyńskiego Ukrainy.
Został utworzony w 1940, jego powierzchnia wynosiła 973 km², a ludność rejonu liczyła ponad 56 tysięcy osób.
Na terenie rejonu znajdowały się jedna miejska rada, dwie osiedlowe rady i 29 silskich rad, obejmujących w sumie 83 miejscowości. Siedzibą władz rejonowych był Łuck.

## Miejscowości rejonu łuckiego
- Aleksandrówka (Олександрівка)
- Antonówka (Антонівка)
- Bajów (Баїв)
- Bakowce (Баківці)
- Barwinok (Барвінок)
- Białostok (Білосток)
- Bogoluby (Боголюби)
- Boguszówka (Богушівка)
- Boratyn (Боратин)
- Botyń (Ботин)
- Bryszcze (Брище)
- Bujany[1]  (Буяни)
- Buków (Буків)
- Ceperów (Цеперів)
- Chorochoryn (Хорохорин)
- Czarny Las[2] (Чорний Ліс)
- Czaruków (Чаруків)
- Dubyczańskie (Дубичанське)
- Hać (Гать)
- Harazdża (Гаразджа)
- Holeszów[3] (Голишів)
- Horodyszcze[4] (Городище) Баївська с.р.
- Horodyszcze[5] (Городище)[6]
- Horzwin (Горзвин)
- Hryhorowicze (Григоровичі)
- Górka Połonka (Гірка Полонка)
- Gródek (Городок)
- Jeziorany (Озеряни)
- Kniahininek (Маяки)
- Korszewiec (Коршовець)
- Koszów (Кошів)
- Korszów (Коршів)
- Krupa (Крупа)
- Lipiny (Липини)
- Ławrów (Лаврів)
- Łuck (Луцьк)
- Łuczyce (Лучиці)
- Łyszcze (Лище)
- Matoszówka (Моташівка)
- Martyniwka (Мартинівка)[7]
- Michałówka (Михайлівка)
- Miłusze (Милуші)
- Miłyszyn (Милушин)
- Mstyszyn (Мстишин)
- Nieświcz (Несвіч)
- Nowokotów (Новокотів)[8]
- Nowostaw (Новостав)[9]
- Ochocin (Охотин)
- Oderady[10] (Одеради)
- Ozdów (Оздів)
- Poddębce (Піддубці)
- Podhajce (Підгайці)
- Połonka (Полонка)
- Pułhanów (Промінь)
- Radomyśl (Радомишль)
- Ratniów (Ратнів)
- Rokinie (Рокині)
- Romanów (Романів)
- Romanówka (Романівка)
- Rowańce (Рованці)
- Sadów (Садів)
- Sarniwka (Сарнівка)
- Serniki (Сирники)
- Siomaky (Сьомаки)
- Smogilów (Смолигів)
- Strumiwka (Струмівка)
- Suchowola (Суховоля)
- Szepiel (Шепель)
- Tarasowe (Тарасове)[11]
- Tertki[12] (Тертки)
- Torczyn (Торчин)
- Usickie Budki (Усичівські Будки)
- Usicze (Усичі)
- Werbajew (Вербаїв)
- Werzchy (Верхи)
- Wesele (Веселе)
- Wielki Omelanik (Великий Омеляник)
- Wierchówka (Верхівка)
- Wigurycze (Вигуричі)
- Wiktorzany (Вікторяни)
- Wojutyn (Воютин)
- Worotniów (Воротнів)
- Wsiewołodówka (Всеволодівка)
- Zabłotce (Заболотці)
- Zaborol (Забороль)
- Zmieniniec (Зміїнець)

nieistniejące
- Olszany[13][14][15] (Ольшани)[16]
- Ternki[17]